# Dicranomyia tristis
Dicranomyia tristis är en tvåvingeart som först beskrevs av Theodor Emil Schummel 1829.  Dicranomyia tristis ingår i släktet Dicranomyia och familjen småharkrankar. Arten är reproducerande i Sverige. Inga underarter finns listade i Catalogue of Life.